# برباريس دارويني
برباريس دارويني (الاسم العلمي: Berberis darwinii) هو نوع من النباتات يتبع جنس البرباريس من الفصيلة البرباريسية.